# La Sirène (1904)
Die Meerjungfrau (Originaltitel: La Sirène) ist ein französischer Fantasyfilm aus dem Jahre 1904, der im angelsächsischen Sprachraum unter dem Titel The Mermaid in den Kinos gezeigt wurde. Der Regisseur Georges Méliès spielte die Hauptrolle des im 35-mm-Format gedrehten Schwarz-Weiß-Stummfilms, der eine Länge von 3 Minuten und 58 Sekunden besitzt.

## Filminhalt
Ein Zauberer entnimmt mit seinem Hut Wasser aus einem Aquarium. Fische, aus dem Hut gezaubert, füllen allmählich das ganze Becken. Anschließend holt er eine Reihe Kaninchen aus dem Hut. Plötzlich erscheint eine Meerjungfer im Aquarium. Der Zauberer holt sie auf die Bühne, die sich in eine Unterwasserlandschaft verwandelt, in der der Zauberer zum Meeresgott wird.